# Grésy-sur-Aix
Grésy-sur-Aix é uma comuna francesa na região administrativa de Auvérnia-Ródano-Alpes, no departamento de Saboia. Estende-se por uma área de 12,73 km². Em 2010 a comuna tinha 4 671 habitantes (densidade: 366,9 hab./km²).